# Caso Masacre Plan de Sánchez vs. Guatemala
El caso Masacre Plan de Sánchez vs. Guatemala es una sentencia de la Corte Interamericana de Derechos Humanos sobre la responsabilidad internacional de Guatemala por la masacre de 268 personas en Plan de Sánchez, así como por la falta de investigación y sanción de los responsables.